# Salário de reserva
Em economia do trabalho, o salário de reserva é o salário mais baixo ao qual um trabalhador estaria disposto a aceitar um determinado tipo de trabalho. A oferta de trabalho envolvendo o mesmo tipo de trabalho e as mesmas condições de trabalho, mas a um salário mais baixo, seria rejeitado pelo trabalhador.
O salário de reserva de um indivíduo pode mudar ao longo do tempo, dependendo de uma série de fatores, como mudanças na riqueza global do indivíduo, mudanças no estado civil ou condições de vida, tempo de desemprego, saúde, questões relativas à deficiência e ao nível de investimento que fez em educação para entrar no mercado de trabalho. Um indivíduo também pode definir um salário de reserva maior ao considerar uma oferta de trabalho desagradável do que em uma oferta que o agrade.
Da mesma forma que um trabalhador tem um incentivo para procurar um salário elevado ao procurar um emprego, o consumidor tem um incentivo para procurar um baixo preço na compra de um bem. O maior preço que o consumidor está disposto a pagar por um determinado produto é o preço de reserva do consumidor.
Monte, Ramalho e Pereira oferecem diversas abordagens populares em seu trabalho "salário de reserva e a oferta de trabalho: evidências para o Brasil":
Dentre essas definições encontram-se a de pensadores renomados como Adam Smith, David Ricardo, entre outros contemporâneos. Os trechos a seguir podem ser encontrados no artigo citado anteriormente.
"[...] A ideia central explicitada nos diversos conceitos de salário de reserva parece ter ligação direta com as proposições teórico-econnômicas defendidas por Smith(1996), ao retratar sua teoria dos salários de subsistência, onde esse se constitui um valor abaixo do qual parece ser impossível, em determinado período, reduzir os salários, mesmo para os trabalhadores menos qualificados."
Em suma, a ideia central de Smith é de que o valor mínimo do salário deve ser aquele que permite ao trabalhador e a sua família sobreviver e perpetuar a oferta de trabalho.
Ainda posteriormente, algumas asserções podem ser feitas acerca do salário de reserva. Segundo Monte, Ramalho e Pereira apud Cahuc & Zylberberg (2004) "[...] o salário de reserva se constitui em um patamar salarial no qual o trabalhador é indiferente entre trabalhar e continuar procurando um emprego. Em uma citação a Pannenberg (2007) os mesmos autores expandem os componentes que formam o salário de reserva, "[...] o salário de reserva apresenta todas as informações sobre o comportamento de procura por trabalho, e é um mecanismo pelo qual um trabalhador aceita salários ofertados e cessa a procura por um trabalho.
Por fim Monte, Ramalho e Pereira apud Mohanty (2005) acrescentam que "[...]além dos trabalhadores empregados e desempregados, os inativos, ao definir essa variável como o salário mínimo necessário que leva um trabalhador a ingressar no mercado."